# Kanton Worms
Der Kanton Worms (franz.: Canton de Worms) war eine Verwaltungseinheit zunächst in Frankreich (1798–1814), zuletzt im Großherzogtum Hessen, das ihn bei einer Gebietsreform 1835 auflöste. Die parallele Institution der Rechtspflege zum Kanton Worms war das Friedensgericht Worms. Diesbezüglich bestand der Kanton als Gerichtsbezirk bis 1879 fort.

## Vorgeschichte
Im Heiligen Römischen Reich war Worms Reichsstadt. Verwaltung und Rechtsprechung waren noch nicht getrennt. 1792 eroberten die Truppen des revolutionären Frankreichs die Rheinlande. Dort entstand die Mainzer Republik, die der französische Nationalkonvent auf deren Antrag mit Gesetz vom 30. März 1793 annektierte. Dies hatte aber wegen der andauernden Koalitionskriege zunächst keine Konsequenzen: Bereits am Folgetag marschierten preußische Truppen in Worms ein, während die französischen Truppen und ihre deutschen Verbündeten flohen.

## Geschichte

### In Frankreich
Mit dem Frieden von Campo Formio wurde die Annexion des Rheinlandes im Oktober 1797 endgültig. Anschließend errichtete die französische Verwaltung in den annektierten Gebieten ihre Strukturen auch faktisch. Gegen den Widerstand der reichsstädtischen Elite zogen sie eine „Revolution von oben“ durch, beseitigten im Laufe des Jahres 1798 die altständischen Strukturen und ersetzten sie durch französische. Schlüsselfigur in diesem Prozess war der Kommissar des Vollziehungsdirektoriums für die eroberten Länder am Rhein, François Joseph Rudler.
Die französische Zivilverwaltung in (Bad) Kreuznach beschloss am 17. Januar 1798 das alte Stadtregiment abzusetzen, was am 26. Januar 1798 verkündet wurde – es war das Ende der „Freien Reichsstadt Worms“. Zugleich wurde eine neue „Munzipalität“ aus fünf Personen, an der Spitze Bürgermeister (Maire) Daniel Friedrich Kremer, eingerichtet. Kremer ging kurz darauf als Richter nach Mainz. Nachfolger war Johann Sebastian Bruch. Zunächst provisorisch eingerichtet, amtierte die „Munzipalverwaltung des Kantons Worms“ ab dem 28. März 1798 auch verfassungsgemäß.
Mit Circumscription (Rundschreiben) vom 28. Januar 1803 (8. Pluviose XI) wurde der Umfang des Kantons und damit der Gerichtsbezirk des Friedensgerichtes nochmals bestätigt.

### Im Großherzogtum Hessen
Nachdem die Region Rheinhessen 1816 zum Großherzogtum Hessen gekommen war, wurden die Kantone zunächst beibehalten und waren Teile der Verwaltungsstruktur bis 1835.

## Organisation

### In Frankreich
Aufgrund der Größe von Worms nahm die Stadtspitze sowohl die Aufgaben der Mairie als auch des Kantons wahr. Den Bürgermeistern stand in der französischen Verwaltung als Aufsichtsorgan des Zentralstaats ein „Kommissar des Vollziehungsrates“ zur Seite.
Der Kanton Worms umfasste ausschließlich das Gebiet der ehemaligen Freien und Reichsstadt Worms mit etwa 5.000 Einwohnern. Er bestand damit aus nur einer Mairie, deren Verwaltung gleichzeitig die Kantonsverwaltung darstellte. Zahlreiche Stadtteile des heutigen Worms gehörten nicht dazu, sondern zu den benachbarten Kantonen Pfeddersheim und Bechtheim.
Der Kanton Worms bildete eine von zehn Verwaltungseinheiten, in die sich das Arrondissement Speyer einteilte. Dieses war wiederum Bestandteil des Département Donnersberg.

### Im Großherzogtum Hessen
Nach der Rückeroberung in den Befreiungskriegen wurde die Region von 1814 bis 1816 von der österreichisch-bayerischen Gemeinschaftlichen Landes-Administrations-Commission verwaltet. Sie sah sich lediglich als Übergangsverwaltung und änderte an den bestehenden Kantonen nichts. Auch das Großherzogtum Hessen, das Rheinhessen im Rahmen eines Gebietstausches 1816 erhielt und als Provinz Rheinhessen konstituierte, übernahm die bestehende Verwaltungsstruktur, obwohl sie stark von der im rechtsrheinischen Großherzogtum abwich. Dort wurde in den nächsten zwei Jahrzehnten und in mehreren Schritten versucht, die bestehenden, überkommenen Strukturen zu modernisieren. 1832 entstanden dort Kreise.
Diese Struktur mit Kreisen als mittlerer Ebene der Verwaltung wurde zum 5. Februar 1835 auch auf Rheinhessen übertragen: Aus den Kantonen Osthofen, Pfeddersheim und Worms entstand der Kreis Worms.
Der Bezirk des Kantons blieb allerdings in der Form des Gerichtsbezirks des Friedensgerichts Worms bis 1879 weiter bestehen.

## Kantonsspitze
An der Spitze der Stadt – und damit auch des Kantons Worms – stand der Bürgermeister. Dies waren in der Zeit, als der Kanton als Verwaltungseinheit bestand:
- Daniel Friedrich Kremer
- Johann Sebastian Bruch (1798–1800)
- Georg Strauß (1801–1804)
- Jakob Pistorius (1804–1813)
- Peter Joseph Valckenberg (1813–1837)